# Андромаха
Андрома́ха (др.-греч. Ἀνδρομάχη, мужевоительница) — в древнегреческой мифологии дочь Ээтиона, родом из Фив Плакийских (либо дочь Андремона), супруга Гектора, — вождя троянцев в их войне с греками, мать Астианакта. Именуется «внучкой Дардана».

## Биография
Андромаха родилась в Фивах Плакийских, в городе, который позже Ахилл разграбил, убил её отца Ээтиона и семерых братьев. Вскоре после этого её мать скончалась от болезни (6.425). Андромаху взял в жёны троянский принц Гектор, привёзший бесчисленные свадебные подарки (22.470-72). Гомер в «Илиаде» изображает Андромаху любящей и верной женой Гектора, особенно в сцене прощания перед его боем. В противовес союзу Париса и Елены брак Андромахи и Гектора представлялся грекам идеальным и счастливым, что придавало драматизма трагедии их судеб.
Изображена на картине Полигнота в Дельфах вместе с сыном Астианактом.
После гибели мужа, взятия Трои и убийства Астианакта ахейцами Андромаха осталась совсем одна. Её взял к себе рабыней и наложницей сын Ахилла — Неоптолем (Пирр). Она родила сыновей Молосса, Пиела и Пергама (либо одного Амфиала, по Еврипиду — одного Молосса). В «Андромахе» Еврипида её с ребёнком едва не убивает жена Неоптолема, дочь Елены по имени Гермиона.
После смерти Неоптолема стала женой Гелена, брата Гектора. После его смерти вместе с сыном Пергамом отправилась в Азию. Пергам был её героон.

## Исторические трактовки
После открытия Хеттского царства образ Андромахи стал вызывать полемику среди историков в системе отношений между Троей и Хеттским царством. Российские исследователи Л. А. Гиндин и В. Л. Цымбурский называют её «киликийской царевной». В этой связи у историков есть три точки зрения на то, кем могла быть Андромаха:
1. хеттская царевна (в этом случае её имя якобы искаженное хеттское имя «Андрамакум», аналог имени Адриана);
2. царевна Киццуватны (государства, находившейся в вассальной зависимости от хеттов);
3. царевна из находившегося в Киликии государства Хиява.

Брак Гектора и Андромахи мог скрепить союз Трои с хеттами или Киццуватной.

## Образ Андромахи
В честь Андромахи назван астероид (175) Андромаха, открытый в 1877 году.
Литература
Трагическая судьба Андромахи послужила сюжетом для ряда трагедий Антифрона, Невия, Энния («Андромаха-пленница»), Акция «Андромаха» и трагедии Сенеки «Троянки», а также Еврипида («Троянки» и «Андромаха») и Расина («Андромаха»); в эпическом произведении «Энеида» Вергилия.
- 1602 — поэма Уильяма Шекспира «Троил и Крессида».
- 1857 — Андромаха упоминается в сборнике «Цветы зла» (стихотворение «Лебедь» — «Le Cygne») Шарля Бодлера.

Музыка
- Опера Гретри 1780 года на основе трагедии Расина.
- Оперу «Андромаха» (1780) написал Висенте Мартин-и-Солер, позднее — Герберт Виндт (1932).

Кинематограф
- 1956 — «Елена Троянская» Роберта Вайса; роль Андромахи исполнила Патриция Мармот.
- 1961 — «Троянская война»; Андромаха — Лучана Анджолилло.
- 1962 — «Гнев Ахила»; в роли Андромахи — Тина Глориани.
- 1971 — «Троянки» Михалиса Какоянниса; в роли Андромахи — Ванесса Редгрейв.
- 2004 — «Троя» Вольфганга Петерсена; Андромаху сыграла Саффрон Берроуз.
- 2018 — «Падение Трои» мини-сериал; в роли Андромахи — Хлоя Пирри.
- 2020 — «Бессмертная гвардия»; роль Андромахи исполнила Шарлиз Терон[19].

Живопись
- Гектор в последний раз видится с женой и сыном. Вазовая роспись из Апулии, 370—360 годы до н. э.
- А. П. Лосенко. Прощание Гектора с Андромахой (1773)
- Ж. Л. Давид.  Андромаха у тела Гектора (1783), Лувр
- Бертель Торвальдсен.  Прощание Гектора с Андромахой (1804)
- Тишбейн.  Прощание Гектора с Андромахой (1812)
- С. П. Постников.  Прощание Гектора с Андромахой (1863)
- Жорж Рошгросс. Андромаха (1883)
- Фредерик Лейтон. Пленённая Андромаха (ок. 1886)